# William Devane
William Devane est un acteur américain, né le 5 septembre 1939 à Albany (État de New York).

## Biographie
William Devane débute au cinéma en 1967 dans Loin de la ville puis tourne plusieurs seconds rôles dans des téléfilms et films à succès, comme Marathon man (1976), Complot de famille (1976) le dernier film d'Alfred Hitchcock, Rolling Thunder (1977), Payback (1999) ou Space Cowboys de et avec Clint Eastwood.
Il apparaît dans NCIS, dans le second épisode de la huitième saison.
Il est également connu pour sa participation à de nombreuses séries télévisées, notamment Côte Ouest, dans laquelle il joue le personnage de Greg Sumner pendant dix ans. Il apparaît également dans Loïs et Clark : Les Nouvelles Aventures de Superman, ainsi que dans Demain à la Une en 1997 où il joue le père du personnage principal.
Il incarne quatre fois un président des États-Unis : une première fois dans le téléfilm The Missiles of October (1974) où il incarne le Président Kennedy, ensuite Stargate SG-1 dans le rôle du Président fraîchement élu Henry Hayes, une troisième fois en 2012 dans The Dark Knight Rises , et la dernière fois dans la neuvième saison de 24 Heures chrono en 2014 où il interprète James Heller, rôle qu'il avait déjà joué en 2005 dans cette même série, où il n'était « que » secrétaire de la Défense.
Depuis 1961, il est marié à Eugenie Devane avec qui il a deux enfants : Joshua (acteur) et un autre fils, Bill, décédé dans un accident.

## Filmographie

### Cinéma
- 1967 : Loin de la ville (In the Country) de Robert Kramer
- 1971 : The Pursuit of Happiness de Robert Mulligan : un pilote
- 1971 : The 300 Year Weekend (en) de Joseph C. Brun : Tom
- 1971 : John McCabe (McCabe & Mrs Miller) de Robert Altman : l'avocat
- 1971 : My Old Man's Place d'Edwin Sherin (en) : Jimmy Pilgrim
- 1971 : Mortadella (La mortadella) de Mario Monicelli : Jock Fenner
- 1972 : Irish Whisky Rebellion de Chester Erskine : le lieutenant Ashley
- 1975 : Rapport confidentiel (Report to the Commissioner) de Milton Katselas
- 1976 : Complot de famille (Family Plot) de Alfred Hitchcock : Arthur Adamson
- 1976 : Marathon Man de John Schlesinger : Peter Janeway
- 1977 : Légitime violence (Rolling Thunder) de John Flynn : le major Charles Rane
- 1979 : Yanks de John Schlesinger : John
- 1979 : The Dark : Roy Warner / Steve Dupree
- 1981 : Honky Tonk Freeway de John Schlesinger : Kirby T. Cale
- 1983 : Le Dernier Testament (Testament) de Lynne Littman : Tom Wetherly
- 1987 : Hadley's Rebellion (en) de Fred Walton : Coach Bell
- 1990 : Urgences (Vital Signs) de Marisa Silver : Dr Chatham
- 1999 : Payback de Brian Helgeland : Carter
- 2000 : Hollow Man : L'Homme sans ombre de Paul Verhoeven : Dr Howard Kramer
- 2000 : Poor White Trash (en) de Michael Addis : Ron Lake
- 2000 : Space Cowboys de Clint Eastwood : Eugene « Gene » Davis
- 2002 : En eaux troubles (The Badge) de Robby Henson : le juge
- 2002 : Threat of Exposure de Tom Whitus : le colonel Weldon
- 2003 : The Wind Effect : le lieutenant Porter
- 2008 : The Fall (en) de John Krueger : le juge Stanley Seeban
- 2012 : The Dark Knight Rises de Christopher Nolan : le président des États-Unis
- 2013 : Bad Turn Worse : Big Red
- 2014 : Interstellar de Christopher Nolan : le directeur de la NASA

### Télévision
- 1967 et 1969 : N.Y.P.D. (en) (Série TV) : John
- 1970,1972 et 1973 : Medical Center (Série TV) : Dr Waltham
- 1973 : Gunsmoke (Série TV) : Moss Straton
- 1974 : Mannix (Série TV) : Kordic
- 1974 : The Missiles of October (Téléfilm) : John F. Kennedy
- 1974 : Hawaï police d'État (Hawaii Five O) (Série TV) : Fallon
- 1977 : Alerte rouge (en) (Red Alert) (Téléfilm) : Frank Brolen
- 1979 : Tant qu'il y aura des hommes (en) (minisérie) : sergent Milt Warden
- 1981 : The Other Victim (Téléfilm) : Harry Langford
- 1983-1993 : Côte Ouest (Knots Landing) (Série TV) : Grégory Sumner
- 1983 : Jane Doe (La cinquième victime) (Téléfilm) : Lieutenant William Quinn[1]
- 1987 : Tueur du futur (en) (Timestalkers) (Téléfilm) : Scott McKenzie
- 1989 : The Preppie Murder (en) (Téléfilm) : Jack Litman
- 1990 : Chips, the War Dog (Téléfilm) : le colonel Charnley
- 1990 : Murder C.O.D. (Téléfilm) : Alex Brandt
- 1992 : Passion Dangereuse (Obsessed) (Téléfilm) : Ed Bledsoe
- 1993-1994 : Phenom (Série TV) : Lou Del La Rosa
- 1993 : Rubdown (en) de Stuart Cooper (Téléfilm) : Harry Orwitz
- 1994 : Loïs et Clark (Série TV) : Al Capone
- 1994 : For the Love of Nancy (en) (Téléfilm) : Tom
- 1995 : Virus (en) (Téléfilm) : Dr Harbuck
- 1995 : Night Watch (Téléfilm) : Nick Caldwell
- 1996 : Péchés oubliés (en) (Forgotten Sins) (Téléfilm) : Dr Richard Ofshe
- 1997 : Un candidat idéal (The Absolute Truth) (Téléfilm) : sénateur Emmett Hunter
- 1997-1999 : Demain à la Une (Early Édition) (Série TV) : Bernie Hobson
- 1997 : Les Anges du bonheur (Touched by an Angel) (série TV) : Benjamin Parker
- 1997 : Retour sur la Côte Ouest (en) (Knots Landing: Back to the Cul-de-Sac) (Téléfilm) : Gregory Sumner
- 1999 : Turks (en) (Série TV) : sergent Joseph Turk
- 2000 : Rencontre Avec le Passé (The Man to Used to be me) (Téléfilm) : Sam
- 2002 : X-Files (Série TV, épisode La vérité est ici) : général Mark Suveg
- 2002 : Le Visiteur de Noël (A Christmas Visitor) (Téléfilm) : George Boyajian
- 2004 : Stargate SG-1 (Série TV) : le président Henry Hayes (Saison 7)
- 2004 : À la Maison-Blanche (série télévisée) : Lewis Berryhill, secrétaire d'État
- 2005-2007 : 24 Heures chrono (série télévisée) : James Heller
- 2006-2007 : Crumbs (en) (série télévisée) : Billy Crumb
- 2006-2007 : What About Brian (série télévisée) : Michael Davis
- 2005-2015 : Jesse Stone (série de téléfilms) : Docteur Dix
- 2008 : Stargate : Continuum : le président Henry Hayes
- 2010 : NCIS : Enquêtes spéciales (saison 8, épisode 2) : Le Sang des méchants (Worst Nightmare) (série télévisée) : Nicolas Mason
- 2010 : Psych : Enquêteur malgré lui (série télévisée) : Don Peters
- 2011 : Revenge (série télévisée) : Edward Grayson
- 2011 : Le Visage d'un prédateur (Good Morning Killer) (TV) : Everett Morgan Gray
- 2014 : 24 Heures chrono (série télévisée) : le président des États-Unis James Heller
- 2022 : Bosch : Legacy (série télévisée) : Whitney Vance